# Точность
То́чность измере́ний, точность результата измерения — близость измеренного значения к истинному значению измеряемой величины. Точность измерений описывает качество измерений в целом, объединяя понятия правильность измерений и прецизионность измерений. Понятие точность также используется как качественная характеристика средства измерений, отражающая близость к нулю его погрешности.
Понятие точности применимо не только к измерениям, но и к вычислению и представлению данных (например, для чисел с плавающей запятой).

## История
ГОСТ 16263-70 давал следующие определения понятий:
- точность измерений — качество измерений, отражающее близость их результатов к истинному значению измеряемой величины, при этом в примечании указывалось на возможность количественного выражения точности величиной, обратной модулю относительной погрешности;
- точность средства измерений — качество средства измерений, отражающее близость к нулю его погрешностей.

Изменение значения понятия точность применительно к измерениям произошло с публикацией в 1994 году первой части международного стандарта ISO 5725. Понятие точность измерений согласно РМГ 29-2013 описывает качество измерений в целом, объединяя понятия правильность измерений и прецизионность измерений. Термины правильность и прецизионность до появления в 2002 году ГОСТ Р ИСО 5725 в отечественных нормативных документах по метрологии не использовались.
Применительно к средству измерений считается, что чем меньше его погрешность, тем точнее средство измерений.

## Правильность измерений
Правильность — степень близости результата измерений к истинному или условно истинному (действительному) значению измеряемой величины или — в случае отсутствия эталона измеряемой величины — степень близости среднего значения, полученного на основании серии результатов измерений, к принятому опорному значению. Показателем правильности обычно является значение систематической погрешности.

## Прецизионность измерений
Прецизио́нность (от фр. précision «точность») — степень близости друг к другу независимых результатов измерений, полученных в конкретных установленных условиях, зависит только от случайных факторов и не связана с истинным или условно истинным значением измеряемой величины. Мера прецизионности обычно вычисляется как стандартное отклонение результатов измерений, при этом меньшая прецизионность соответствует большему стандартному отклонению.